# Dacnis egregia
A Dacnis egregia a madarak osztályának verébalakúak (Passeriformes) rendjébe és a tangarafélék (Thraupidae) családjába tartozó faj.

## Rendszerezése
A fajt Philip Lutley Sclater angol ornitológus írta le 1855-ben. Egyes szervezetek a Dacnis lineata alfajaként sorolták be Dacnis lineata egregia néven.

## Alfajai
- Dacnis egregia aequatorialis von Berlepsch & Taczanowski, 1884
- Dacnis egregia egregia P. L. Sclater, 1855[2]

## Előfordulása
Ecuador és Kolumbia területén honos. Természetes élőhelyei a szubtrópusi és trópusi síkvidéki esőerdők, mocsári erdők és szavannák, valamint ültetvények. Állandó, nem vonuló faj.

## Megjelenése
Testhossza 11 centiméter.

## Életmódja
Gyümölcsökkel táplálkozik, de néha ízeltlábúakat is fogyaszt.

## Természetvédelmi helyzete
Az elterjedési területe nagy, egyedszáma csökken, de még nem éri el a kritikus szintet. A Természetvédelmi Világszövetség Vörös listáján nem fenyegetett fajként szerepel.